# ActiveFile
ActiveFile — двухпанельный файловый менеджер для операционных систем семейства Symbian (платформа S60).

## Возможности программы
ActiveFile является двухпанельным файловым менеджером. Базовая функциональность программы состоит из таких возможностей, как копирование/перемещение/переименование/создание/удаление, сортировка папок и файлов, работа с файловыми атрибутами.
К расширенным функциям программы можно отнести: поиск по файловой системе устройства, доступ к вложениям входящих сообщений, создание и распаковка Gzip-архивов, проверка свободного дискового пространства, информация о системе, запущенных процессах и оперативной памяти устройства, создание скриншотов в различных графических форматах и SMS-сообщений. При этом возможен запуск нескольких копий ActiveFile.

## Исходный код
В марте 2010 г. было объявлено о выпуске исходного кода ActiveFile под свободной лицензией GPL v3. В то же время, актуальный доступный исходный код лицензирован под GPL v2.